# Ignacio Flores
Ignacio Flores Ocaranza (Mexikóváros, 1953. július 31. – Cuernavaca, 2011. augusztus 11.) mexikói válogatott labdarúgó. 

## Pályafutása

### Klubcsapatban
Pályafutása során egyetlen csapatban, a Cruz Azulban játszott. 1972 és 1990 között öt bajnoki címet szerzett (1972, 1973, 1974, 1979, 1980). 

### A válogatottban
1975 és 1981 között 14 alkalommal szerepelt az mexikói válogatottban. Részt vett az 1978-as, és az 1986-os világbajnokságon.

## Sikerei, díjai
Cruz Azul
- Mexikói bajnok (5):  1971–72, 1972–73, 1973–74, 1978–79, 1979–80
- Mexikói kupagyőztes (1): 1973–74
- Mexikói szuperkupagyőztes (1): 1974